# Hydromantes sarrabusensis
Hydromantes sarrabusensis é uma espécie de anfíbio gimnofiono da família Plethodontidae. Está presente na Itália. A UICN classificou-a como pouco preocupante.